# Dzeliwe de Suazilandia
Inkhosikati LaShongwe Dzeliwe Shongwe (1927-2003) fue reina regente de Suazilandia entre el 21 de septiembre de 1982 y el 9 de agosto de 1983.

## Biografía
Era la esposa del rey Sobhuza II y con él tuvo un hijo, el príncipe Khuzulwandle Dlamini.

## Sucesión
Tras la muerte de Sobhuza en agosto de 1982, el Consejo Real la nombró como Reina Regente hasta que el Príncipe Makhosetive (designado por el rey como su sucesor) cumpliera los 21 años. Nombró el Liqoqo pero pronto surgieron desavenencias entre el primer ministro, príncipe Mabandla Dlamini, y otros miembros del Consejo liderados por el príncipe Mfanasibili Dlamini. Estos problemas se resolvieron en marzo cuando Mabandla fue reemplazado en su cargo de primer ministro por el tradicionalista, príncipe Bhekimpi Dlamini. Pero la reina Dzeliwe se opuso a esta deposición y el 9 de agosto de 1983 por el poder de la "Autoridad", importante puesto hereditario, desempeñado por el príncipe Sozisa Dlamini, presidente del Liqoqo, también ella fue depuesta como Regente y se nombró en septiembre de ese año a la madre de Makhosetive, la Reina Ntombi como regente.
El príncipe Makhosetive fue coronado el 25 de abril de 1986, con el nombre de rey Mswati III. En mayo el Mswati disolvió el Liqoqo, consolidando de esta manera su poder, y reorganizó el Gobierno.

## Derrocamiento
En mayo de 1987, doce personas fueron acusadas de sedición y traición, en relación con el derrocamiento de la reina regente Dzeliwe en 1983. El rey Mswati estableció en noviembre un tribunal especial para juzgar estos delitos contra el rey o la reina regente, en el cual los acusados carecían del derecho a representación legal. En marzo de 1988 diez de los acusados fueron condenados por el tribunal, aunque en julio fueron puestos en libertad.
Entre 1981 y 1985, mantuvo el puesto de copresidenta del Consejo Nacional. 
Falleció en 2003.
| Predecesor: Sobhuza II | Reina Regente de Suazilandia 1983 | Sucesor: Príncipe Sozisa Dlamini (en funciones) |

- Datos: Q273259